# Coladeira
La coladeira és un tipus de música propi de Cap Verd basat en l'alternança del cercle de quintes en un to alegre i un ritme ràpid. La temàtica de les lletres, que alternen estrofes en un to i tornades, sol ser satírica o de crítica social. Els instruments que l'acompanyen contenen usualment una guitarra, algun tipus de percussió i un cavaquinho, però la mida i els components de les bandes pot ser molt variable. La coladeira es balla en parella i seguint el ritme amb braços, peus i espatlles. Com a gènere independent es pot rastrejar des de 1930, amb influències brasileres. Després d'un període als anys 60 on es van introduir sintetitzadors i altres instruments electrònics, es va tornar a la versió acústica.,